# Epicauta uniforma
Epicauta uniforma är en skalbaggsart som beskrevs av Werner 1944. Epicauta uniforma ingår i släktet Epicauta och familjen oljebaggar. Inga underarter finns listade i Catalogue of Life.